# Rittmeister
Rittmeister je zgodovinski vojaški čin za konjeniške častnike, ki so ga uporabljali v Nemčiji in Avstriji; ustrezal je položaju stotnika v drugih rodovih oboroženih sil.
Leta 1945 so ta čin odpravili v Nemčiji, v Avstriji pa je ostal kot policijski in žandarmerijski čin do leta 1978.
Sam čin še danes uporabljajo v konjeniških enotah Danske in Norveške (zapisano ritmester oz. rittmester).